# Jan Günther
Jan Günther är en tysk kanotist.
Han tog bland annat VM-silver i K-4 200 meter i samband med sprintvärldsmästerskapen i kanotsport 1997 i Dartmouth i Kanada.